# 정육점의 비밀
정육점의 비밀(De Gronne Slagtere, The Green Butchers)은 덴마크에서 제작된 앤더스 토머스 옌센 감독의 2003년 코미디, 드라마 영화이다. 라인 크루스 등이 주연으로 출연하였고 킴 마그누슨 등이 제작에 참여하였다.

## 출연

### 주연
- 라인 크루스
- 니콜라이 리 코스
- 매즈 미켈슨
- 니콜라스 브로
- 엑셀 이하드센

### 조연
- 보딜 요르겐센
- 올레 트레스룹
- 토마스 빌룸 옌센
- 예페 카스